# Blackwater and Hawley
Blackwater and Hawley est une paroisse civile située dans le district de Hart du comté du Hampshire, en Angleterre.